# 1808 en musique classique
| \| • Retour à la chronologie générale de la musique classique • \| |
| Grèce • Rome • Haut Moyen Âge • VIIIe siècle • IXe siècle • Xe siècle • XIe siècle XIIe siècle • XIIIe siècle • XIVe siècle • XVe siècle • XVIe siècle • XVIIe siècle XVIIIe siècle • XIXe siècle • XXe siècle • XXIe siècle |
| • Retour à la chronologie générale de la musique classique • |

| Années en musique classique : 1805 - 1806 - 1807 - 1808 - 1809 - 1810 - 1811    |
| Décennies en musique classique : 1770 - 1780 - 1790 - 1800 - 1810 - 1820 - 1830 |

Cet article présente les faits marquants de l'année 1808 en musique.

## Événements

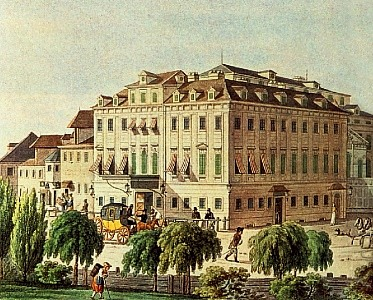
Le Theater an der Wien au début du XIXe siècle

- janvier : Publication des 3 quatuors à cordes op. 59 Razoumovski (no 1, no 2, no 3) de Beethoven.
- 8 février : La conquista delle Indie Orientali de Vincenzo Federici (it), au Teatro Regio de Turin
- 22 décembre : les cinquième et sixième symphonies, le concerto pour piano no 4, ainsi que la Fantaisie chorale de Beethoven, créés au Theater an der Wien de Vienne.

Date indéterminée
- Composition de la Sonate pour violoncelle et piano nº 3 en la majeur de Beethoven.
- Fondation du Quatuor du Gewandhaus de Leipzig.

## Prix de Rome
1er Prix : Auguste Blondeau avec la cantate Marie Stuart.

## Naissances

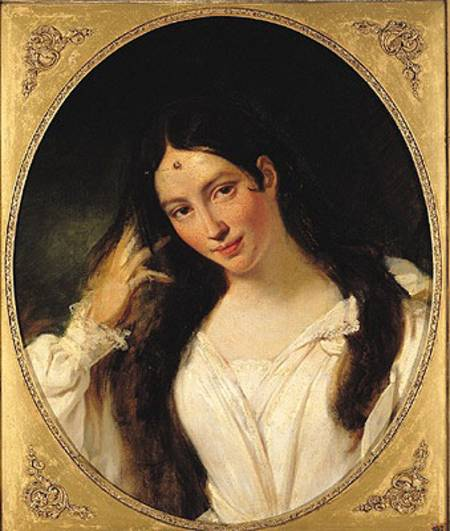
Maria Malibran

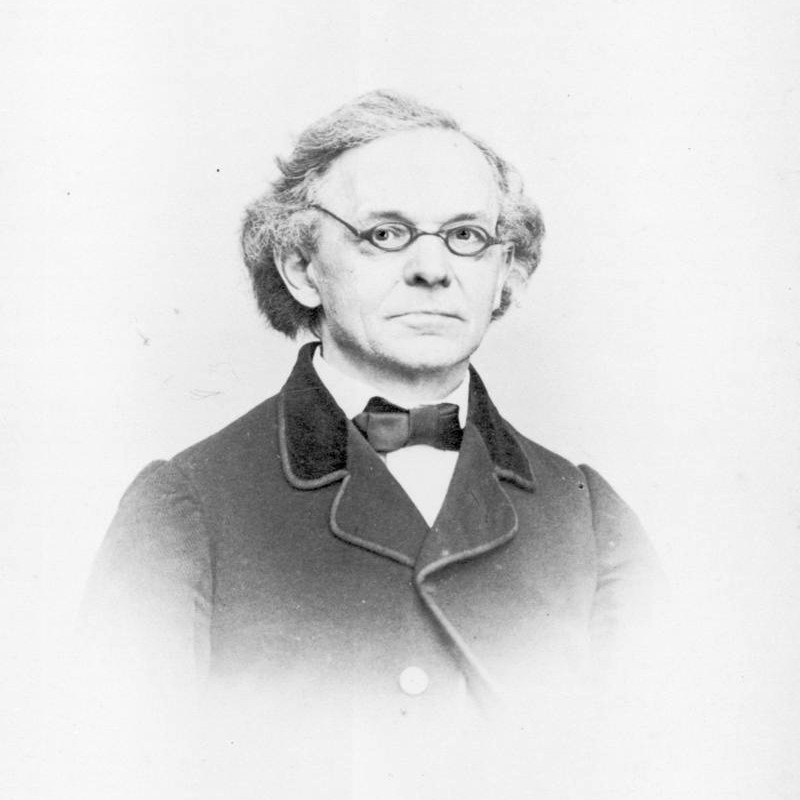
Ernst Friedrich Richter

- 17 janvier : Joseph Menter, violoncelliste et compositeur allemand († 18 avril 1856).
- 4 février : Michele Costa, compositeur, chef d'orchestre et directeur musical italien († 29 avril 1884).
- 28 février : Elias Parish Alvars, harpiste britannique († 25 janvier 1849).
- 5 mars : Henri de Ruolz, compositeur français († 30 septembre 1887).
- 17 mars : Louis Dietsch, compositeur et chef d'orchestre français († 20 février 1865).
- 24 mars : Maria Malibran, cantatrice française d'origine espagnole († 23 septembre 1836).
- 10 avril : Auguste-Joseph Franchomme, violoncelliste et compositeur français († 21 janvier 1884).
- 15 mai : Michael William Balfe, compositeur irlandais († 20 octobre 1870).
- 24 juin : Anna Caroline Oury, compositrice et pianiste allemande († 22 juillet 1880 (à 72 ans)).
- 2 juillet : Marius Gueit, organiste, violoncelliste et compositeur français († 2 décembre 1862).
- 22 juillet : Franz Anton Schubert, violoniste et compositeur allemand († 12 avril 1878).
- 5 septembre : Louis Clapisson, compositeur français († 19 mars 1866).
- 2 octobre : Franz Limmer, compositeur autrichien († 19 janvier 1857).
- 11 octobre : Hyacinthe Klosé, clarinettiste et compositeur français, professeur au Conservatoire de Paris († 29 août 1880).
- 24 octobre : Ernst Friedrich Richter, théoricien, organiste, pédagogue et compositeur allemand († 9 avril 1879).
- 28 octobre : Prosper Dérivis, chanteur d'opéra français, basse († 11 février 1880).
- 19 novembre : Antoine Elwart, compositeur, musicologue et musicographe français († 14 octobre 1877).
- 5 décembre : Hippolyte-Raymond Colet, compositeur, théoricien et professeur de musique français.
- 26 décembre : Albert Grisar, compositeur belge († 15 juin 1869).

Date indéterminée
- Antoine Dieppo, tromboniste néerlandais († 16 février 1878).
- Auguste Nourrit, ténor et directeur d'opéra français († 1853).

## Décès

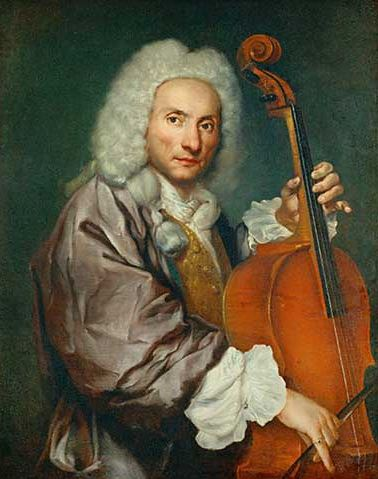
Giovanni Battista Cirri

- 29 février : Carles Baguer, organiste et compositeur espagnol (° 1768).
- 25 avril : Luigi Tomasini, violoniste et compositeur italien (° 22 juin 1741).
- 11 juin : Giovanni Battista Cirri, compositeur et violoncelliste italien (° 1er octobre 1724).
- 16 juin : Georg Wenzel Ritter, bassoniste et compositeur allemand (° 7 avril 1748).
- 14 juillet : Artem Vedel, compositeur ukrainien (° 1767).
- 13 août : Henri Hardouin, compositeur français (° 7 avril 1727).
- 29 septembre : Paul Wranitzky, compositeur, violoniste et chef d'orchestre tchèque (° 30 décembre 1756).
- 13 octobre : François Cupis de Renoussard, violoncelliste et compositeur franco-belge (° 10 novembre 1732).

Date indéterminée
- Giuseppe Amendola, compositeur italien (° 1750).